# Municipio de Stewardson
El municipio de Stewardson (en inglés: Stewardson Township) es un municipio ubicado en el condado de Potter en el estado estadounidense de Pensilvania. En el año 2000 tenía una población de 74 habitantes y una densidad poblacional de 0.4 personas por km².

## Geografía
El municipio de Stewardson se encuentra ubicado en las coordenadas 41°32′00″N 77°40′59″O / 41.53333, -77.68306.

## Demografía
Según la Oficina del Censo en 2000 los ingresos medios por hogar en la localidad eran de $21,250 y los ingresos medios por familia eran $28,125. Los hombres tenían unos ingresos medios de $25,625 frente a los $28,750 para las mujeres. La renta per cápita para la localidad era de $12,235. Alrededor del 15,8% de la población estaban por debajo del umbral de pobreza.